# Enock Kwateng
Enock Kwateng (* 9. April 1997 in Mantes-la-Jolie) ist ein französisch-ghanaischer Fußballspieler.

## Karriere

### Verein
Kwateng begann seine fußballerische Karriere beim FC Mantois 78, wo er von 2004 bis 2012 spielte. Schließlich wechselte er zum FC Nantes, wo er bis 2015 in der Jugend aktiv war. Bei einem 0:0 gegen den SCO Angers am 15. August 2015 (2. Spieltag) debütierte er schließlich für die Profis, nachdem er zuvor schon zu sämtlichen Einsätze für die Zweitmannschaft kam. In der gesamten Saison spielte er jedoch in allen Wettbewerben zusammengenommen nur dreimal. Auch in der Folgesaison war er kein Stammspieler und spielte nur siebenmal für die Profis. 2017/18 spielte er sogar nur ein einziges Spiel in der kompletten Saison. In der Saison darauf wurde er schließlich doch noch wichtig für die Mannschaft und spielte in 30 Ligapartien.
Im Sommer 2019 wechselte er zum Ligakonkurrenten Girondins Bordeaux, wo er einen Vier-Jahres-Vertrag unterschrieb. Am 24. August 2019 (3. Spieltag) debütierte er beim Sieg über den FCO Dijon in der Startelf. In der gesamten Saison kam er 14 Mal zum Einsatz. Auch in der Folgesaison war er eher zweite Wahl hinter Youssouf Sabaly. Dennoch schoss er am letzten Spieltag, in der Startelf stehend sein erstes Profitor bei einem 2:1-Sieg über Stade Reims. Im September 2022 verließ der Spieler Bordeaux.

### Nationalmannschaft
Kwateng kam bislang für mehrere Nationalmannschaft der FFF zum Einsatz. Mit der U19 spielte er bei der U19-Europameisterschaft 2016 und gewann diese im Finale gegen Italien. Mit der U20 nahm er an der U20-WM 2017 teil, wo sein Team im Achtelfinale scheiterte.

## Erfolge
Nationalmannschaft
- U19-Europameister: 2016